# 陈韬 (天文学家)
陈韬（1981年—），男，江苏苏州人，中国业余天文学家。他是中国第一位在SOHO彗星、NEAT小行星、快速移动天体三个搜寻项目同时有发现的业余天文学家。
陈韬曾与高兴共同发现陈—高彗星，并因此获得埃格·威尔逊彗星奖。为了表彰他在业余天文界做出的卓越贡献，国际天文学联合会将小行星19873命名为“陈韬星”。